# La Chaussée-Saint-Victor
La Chaussée-Saint-Victor là một xã thuộc tỉnh Loir-et-Cher trong vùng Centre-Val de Loire miền trung nước Pháp.